# Anolis caquetae
Anolis caquetae (какетський аноліс) — вид ігуаноподібних ящірок родини анолісових (Dactyloidae). Ендемік Колумбії.

## Поширення і екологія
Какетські аноліси відомі з типової місцевості, розташованої у верхів'ях Апапоріса в департаменті Какета. Вони живуть у вологих рівнинних тропічних лісах.